# Cordillera Zeravshan
La cordillera Zeravshan (en ruso: Зеравшанский хребет, tayiko: Зарафшон, uzbeko: Zarafshon, también Zeravshan o Zarafshon; de la palabra persa: زرافشان zar-afshān, que significa "el rociador de oro") es una cadena montañosa en Tayikistán y Uzbekistán , parte de las montañas Pamir-Alay. Casi toda la cordillera pertenece a la cuenca del río Zeravshan.
Se cree que el nombre persa posiblemente sea una referencia al oro encontrado en el lecho del río Zeravshan y sus afluentes, lo que ha llevado a la prosperidad a la región desde la antigüedad.

## Geografía y geología

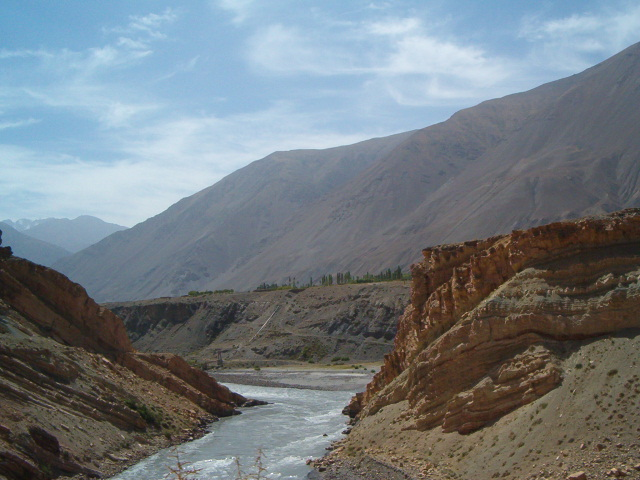
El río Zeravshan

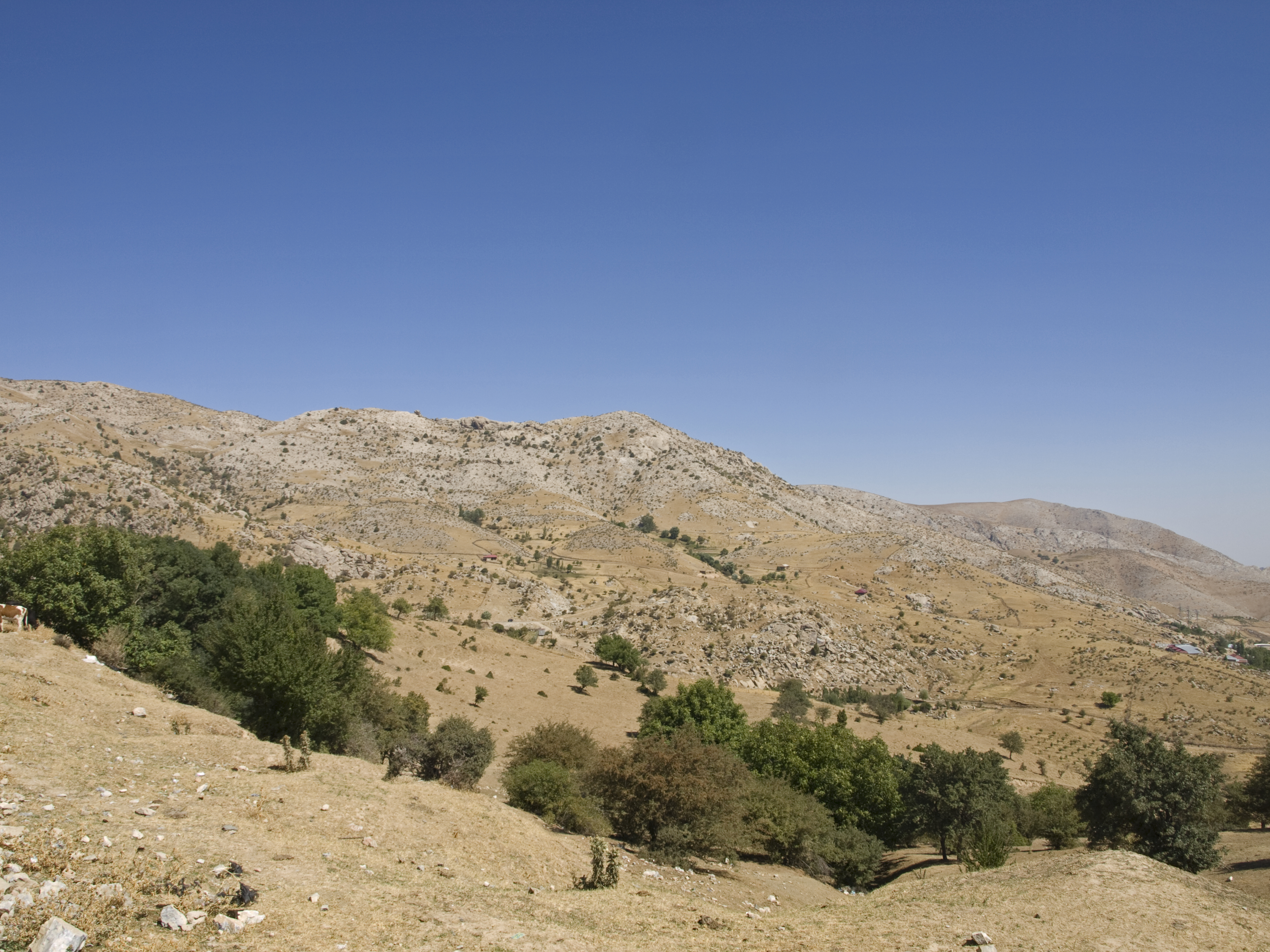
Vista desde el paso Takhta-Karacha en la M39 entre Samarkanda y Shahrisabz.

La cordillera se extiende más de 370 kilómetros (230 millas) en dirección este-oeste a lo largo del sur de la región de Sughd en Tayikistán, alcanzando el punto más alto de 5.489 metros (18.009 pies) (pico de Chimtarga) en su parte central. Al sudoeste de Panjakent, la cordillera cruza desde Tayikistán a Uzbekistán, donde continúa en elevaciones decrecientes (1,500-2,000 metros (4,900-6,600 pies)) a lo largo de la frontera interna entre las provincias de Samarcanda y Regiones de Kashkadarya, hasta que se funde con el desierto del sur al oeste de Samarcanda.
Hay otras dos cordilleras que discurren en dirección este-oeste paralelas a la Cordillera de Zeravshan. Al norte, el valle de Zeravshan corre hacia el este durante aproximadamente 250 kilómetros (160 millas) de Samarcanda y separa la Cordillera de Zeravshan de la Cordillera de Turquestán. Hacia el sur, la cordillera Gissar discurre paralela a la cordillera Zeravshan. Al oeste del lago Iskanderkul, la Cordillera Zeravshan y la Cordillera Gissar están conectadas por las Montañas Fann, que es la parte más alta de ambas cordilleras.
La Cordillera de Zeravshan está cruzada en la dirección meridional por tres ríos: el Fan Darya, el Kashtutu Darya y el Darrya de Maghian, todos fluyen hacia el norte y son afluentes del Zarafshan. La parte de la Cordillera de Zeravshan al este del Fan Darya se conoce como las montañas Matcha. Tiene alturas de alrededor de 5 kilómetros (16,000 pies) y en el este, está conectado a la cordillera de Alay y la Cordillera de Turquestán. Este punto (las montañas Matcha) es la ubicación del glaciar Zeravshan, que tiene 24,75 kilómetros (15,38 millas) de largo y es uno de los glaciares más largos de Asia Central. Las laderas del norte de la cordillera de Matcha son relativamente suaves y descienden hasta el Zeravshan, mientras que las vertientes meridionales descienden bruscamente hasta el valle del río Yaghnob.
La parte más alta de la cordillera se encuentra entre el Fan Darya y el Kashtutu Darya e incluye las montañas Fann. La parte occidental de la cadena llega hasta los 3 kilómetros (9,800 pies) y está cubierta de bosques. Las laderas del sur de la parte occidental de la cordillera pertenecen a la cuenca del Kashka Darya. El río termina entre Panjakent y el lago Karakul. El agua es valiosa en la región y se utiliza para el riego: se ha desarrollado un sistema de riego que tiene 85 canales principales que suman una longitud de 2.530 kilómetros (1.570 millas)
Hay varios pasos que cruzan la cordillera: Akhba-Tavastfin, Akhba-Bevut, Akhba-Guzun, Akhba-Surkltat, Darkh Pass, Minora y Marda-Kishtigeh. Varias cumbres tienen 3,550 metros (11,650 pies) en el Paso Kshtut, 5,600 metros (18,400 pies) en el Monte Chandara, y 4,600 metros (15,100 pies) en el Monte Hazret Sultan. El Fan Darya atraviesa la cumbre por una garganta. El camino que conecta Dusambé y Jujand va por esta cumbre.
Las formaciones geológicas de las montañas del valle superior del Zeravshan contienen minerales como carbón, hierro, oro alumbre y azufre. Se sabe que en los cursos del Fan Darya, Kashtutu Darya y Maghian Darya se encuentra oro.

## Historia
Las pendientes de la cordillera han estado pobladas desde la antigüedad. Se conservan las pinturas rupestres de Siypantosh en la parte uzbeka de la cordillera. Alrededor del 400 aC, pertenecieron a la civilización iraní de Sogdiana. En 330 a. C., durante la Campaña asiática, las tropas de Alejandro Magno llegaron al Valle de Zeravshan. El nombre del lago Iskanderkul se origina claramente del nombre de Alexander - Iskander; sin embargo, los intentos de establecer una conexión entre el lago y la campaña solo existen a nivel de leyenda. Junto con el resto de Tayikistán Occidental, la Cordillera de Zeravshan ha cambiado de manos varias veces, formando parte del Imperio Heftalita, el Califato Omeya y el Imperio Samanida. En el siglo XIII, fue conquistada por los mongoles, y en el siglo XVI, se convirtió en parte del Kanato de Bujará. Los valles de Zeravshan, Yaghnob y Fan Darya fueron esencialmente controlados por las autoridades locales (beks). La fortaleza de Sarvoda en el pueblo de Zheravshan se construyó para proteger la garganta del Fan Darya.
En 1862, el Imperio ruso comenzó a conquistar el Asia Central. En 1870, las tropas rusas ocuparon los valles de Zeravshan y Yaghnob, y la última operación fue la expedición Iskanderkul en la primavera de 1870, bajo el mando del Mayor General Aleksandr Abrámov. Durante la expedición, las tropas rusas tomaron el Valle de Yaghnob bajo control. Después de 1870, los topógrafos militares comenzaron a mapear las montañas, incluida la cordillera de Zeravshan. En 1870, Alekséi Fédchenko dirigió una expedición al valle de Zeravshan, y en 1880, Iván Mushkétov descubrió el glaciar Zeravshan e investigó la parte superior del valle. En 1892, Vladimir Komarov investigó el valle de Yaghnob.
En 1868, el okrug de Zeravshan se separó del Emirato de Bujará. El okrug estaba controlado por las autoridades rusas, pero la autoridad a nivel local era ejercida por los beks. Toda la Cordillera Zeravshan estaba dentro del okrug. El 1 de enero de 1887 se estableció el óblast de Samarcanda, con el centro administrativo en Samarcanda. En 1924, el óblast de Samarcanda fue abolido y dividido entre las recién establecidas República Socialista Soviética de Uzbekistán y la República Socialista Soviética Autónoma de Tayikistán, correspondiente a la división contemporánea entre Uzbekistán y Tayikistán.

## Población
Todos los valles de la cordillera están poblados pero no hay ciudades en la cordillera; las ciudades más cercanas son Panjakent y Samarkanda. Una importante carretera entre Dusambé y Khujand cruza la cadena; otra ruta a Samarcanda sigue el río Zeravshan. Las carreteras hacia los valles secundarios, incluido el valle de Yaghnob, están en su mayoría sin pavimentar y mal mantenidas.
La mayoría de los pobladores de la cordillera son tajikos. La población del valle de Yaghnob  es el pueblo yagnobi.

## Turismo
Los montes Fann y, en menor medida, las montañas Matcha son muy visitadas por montañeros y excursionistas.